# Гановер (Вірджинія)
Гановер (англ. Hanover) — переписна місцевість (CDP) в США, в окрузі Гановер штату Вірджинія. Населення — 235 осіб (2020).

## Географія
Гановер розташований за координатами 37°46′19″ пн. ш. 77°22′30″ зх. д. / 37.77194° пн. ш. 77.37500° зх. д. (37.772075, -77.375037).  За даними Бюро перепису населення США в 2010 році переписна місцевість мала площу 3,08 км², з яких 3,08 км² — суходіл та 0,00 км² — водойми.

## Демографія
Згідно з переписом 2010 року, у переписній місцевості мешкали 252 особи в 106 домогосподарствах у складі 66 родин. Густота населення становила 82 особи/км².  Було 117 помешкань (38/км²).
Расовий склад населення:
| - 84,5 % — білих - 13,5 % — чорних або афроамериканців - 1,6 % — азіатів |

До двох чи більше рас належало 0,0 %. Частка іспаномовних становила 0,8 % від усіх жителів.
За віковим діапазоном населення розподілялося таким чином: 19,0 % — особи молодші 18 років, 62,7 % — особи у віці 18—64 років, 18,3 % — особи у віці 65 років та старші. Медіана віку мешканця становила 46,7 року. На 100 осіб жіночої статі у переписній місцевості припадало 106,6 чоловіків;  на 100 жінок у віці від 18 років та старших — 106,1 чоловіків також старших 18 років.
Середній дохід на одне домашнє господарство  становив 64 842 долари США (медіана — 74 250), а середній дохід на одну сім'ю — 80 051 долар (медіана — 75 862). 
Цивільне працевлаштоване населення становило 160 осіб. Основні галузі зайнятості: мистецтво, розваги та відпочинок — 30,6 %, інформація — 18,1 %, фінанси, страхування та нерухомість — 17,5 %.